# عيد القديس جاورجيوس
عيد القديس جاورجيوس أو عيد القديس جورج هو عيد ديني تحتفل به الكنائس والبلدان والأقاليم المسيحية التي تعتبر القديس جورج راعيًّا لها مثل بلغاريا وإثيوبيا واليونان وجورجيا والبرتغال ورومانيا وسوريا ولبنان وكاتالونيا وألكوي وأراغون وريو دي جانيرو.
يتم الاحتفال بعيد القديس جاورجيوس في 23 نيسان (أبريل)، وهو التاريخ المقبول تقليديًا لوفاة القديس جاورجيوس نتيجة لاضطهاد الإمبراطور الروماني دقلديانوس للمسيحين. ويتزامن هذا التاريخ مع تاريخ وفاة الكاتب المسرحي والشاعر الإنجليزي ويليام شكسبير.

## موعد الاحتفال
يُحتفل بعيد القديس جورج في 23 نيسان (أبريل) من كُل عام وفقًا للتقاويم المعمول بها في الكنائس اللوثرية، والكنائس الأنجليكانية، ووفقًا للتقويم العام للطقوس الرومانية، ولكن نظرًا لأن موعد عيد الفصح عادةً ما يتداخل مع عيد القديس جاورجيوس، فغالبًا ما يتم تغيير موعد احتفال الكنيسة بالعيد في يوم لاحق ليوم 23 أبريل، فعلى سبيل المثال؛ تقوم الكنائس اللوثرية والإنجليكانية والكاثوليكية بنقل موعد الاحتفال بعيد القديس جاورجيوس إلى أول أيام الأسبوع المتاحة بعد أسبوع من عيد الفصح، وقد احتفلت هذه الكنائس بعيد القديس جاورجيوس في عام 2011 يوم 2 أيار (مايو)، وفي عام 2014 يوم 28 نيسان (أبريل)، وفي عام 2019 يوم 29 نيسان (أبريل)، وفي عام 2022 يوم 25 نيسان (أبريل).